# アメリカ空軍参謀総長
アメリカ空軍参謀総長（Chief of Staff of the United States Air Force）はアメリカ空軍における最高位の軍人であり、アメリカ合衆国及び海外で勤務する70万以上の現役・州兵・予備役・軍属の、編成・訓練・装備に関して責任を負う。
任期は4年であり、上院の助言と承認（advice and consent）のもと、大統領が任命する。有事においては、4年以上の任に就くことができる。在任中は、大将の階級があてられる。
統合参謀本部の一員として、他の参謀総長や各軍種の長と同じように、国防長官や国家安全保障会議、アメリカ合衆国大統領への軍事顧問としての職務を担う。
他の軍種の参謀総長等と同様に、軍事作戦上の指揮権限を有しない。
現在の空軍参謀総長は、デビッド・W・アルヴィン空軍大将。

## 歴代アメリカ空軍参謀総長
| 代   | 写真          | 氏名                           | 階級     | 在任期間       | 在任期間       | 出身校                     | 前職                                                       | 後職                         | バックグラウンド                            | 備考 |
| 代   | 写真          | 氏名                           | 階級     | 着任           | 退任           | 出身校                     | 前職                                                       | 後職                         | バックグラウンド                            | 備考 |
| ---- | ------------- | ------------------------------ | -------- | -------------- | -------------- | -------------------------- | ---------------------------------------------------------- | ---------------------------- | ------------------------------------------- | --- |
| 01   |               | カール・スパーツ               | 空軍大将 | 1947年9月26日  | 1948年4月29日  | 陸軍士官学校               | 陸軍航空軍総司令官                                         | 民間航空パトロール団司令官   | 戦闘機パイロット（第一次世界大戦で3機撃墜） | |
| 02   |               | ホイト・ヴァンデンバーグ       | 空軍大将 | 1948年4月30日  | 1953年6月29日  | 陸軍士官学校               | 空軍参謀次長                                               |                              | 戦闘機および戦術爆撃機パイロット            | |
| 03   |               | ネーサン・トワイニング         | 空軍大将 | 1953年6月30日  | 1957年6月30日  | 陸軍士官学校               | 空軍参謀次長                                               | 統合参謀本部議長             | 戦闘機および爆撃機パイロット                | |
| 04   |               | トーマス・D・ホワイト          | 空軍大将 | 1957年7月1日   | 1961年6月30日  | 陸軍士官学校               | 空軍参謀次長                                               |                              | 戦闘機パイロット                            | |
| 05   |               | カーチス・ルメイ               | 空軍大将 | 1961年6月30日  | 1965年1月31日  | オハイオ州立大学(ROTC)     | 空軍参謀次長                                               |                              | 重爆撃機パイロット                          | |
| 06   |               | ジョン・マコンネル             | 空軍大将 | 1965年2月1日   | 1969年7月31日  | 陸軍士官学校               | 空軍参謀次長                                               |                              | 戦闘機パイロット                            | |
| 07   |               | ジョン・ライアン               | 空軍大将 | 1969年8月1日   | 1973年7月31日  | 陸軍士官学校               | 空軍参謀次長                                               |                              | 爆撃機パイロット                            | |
| 08   |               | ジョージ・ブラウン             | 空軍大将 | 1973年8月1日   | 1974年6月30日  | 陸軍士官学校               | 空軍システム集団司令官                                     | 統合参謀本部議長             | 爆撃機パイロット                            | |
| 09   |               | デイヴィッド・ジョーンズ       | 空軍大将 | 1973年8月1日   | 1974年6月30日  | マイノット州立大学（中退） | 在欧アメリカ空軍司令官 兼 NATO中央ヨーロッパ連合空軍司令官 | 統合参謀本部議長             | 爆撃機パイロット                            | |
| 10   |               | ルー・アレン                   | 空軍大将 | 1978年7月1日   | 1982年6月30日  | 陸軍士官学校               | 空軍参謀次長                                               | NASAジェット推進研究所長     | 爆撃機パイロット                            | |
| 11   |               | チャールズ・ゲイブリエル       | 空軍大将 | 1982年7月1日   | 1986年6月30日  | 陸軍士官学校               | 在欧アメリカ空軍司令官 兼 NATO中央ヨーロッパ連合空軍司令官 |                              | 戦闘機パイロット（朝鮮戦争で2機撃墜）       | |
| 12   |               | ラリー・ウェルチ               | 空軍大将 | 1986年7月1日   | 1990年6月30日  | リベラル高校（カンザス州） | 戦略航空軍団司令官                                         |                              | 戦闘機パイロット                            | |
| 13   |               | マイケル・デューガン           | 空軍大将 | 1990年7月1日   | 1990年9月17日  | 陸軍士官学校               | 在欧アメリカ空軍司令官 兼 NATO中央ヨーロッパ連合空軍司令官 | 国立多発性硬化症協会総裁     | 戦闘機パイロット                            | 最後の陸軍士官学校卒の参謀総長。 イラクのクウェート侵攻に関する問題発言により、就任から僅か2ヶ月半で罷免。                                                                        |
| 代行 |               | ジョン・ロー                   | 空軍大将 | 1990年9月18日  | 1990年10月29日 | 空軍士官学校               | 空軍参謀次長                                               | 戦術空軍司令官               | 戦闘機パイロット                            | |
| 14   |               | メリル・マクピーク             | 空軍大将 | 1990年10月30日 | 1994年10月25日 | サンディエゴ州立大学(ROTC) | 太平洋空軍司令官                                           |                              | 戦闘機パイロット（サンダーバーズ）          | 1993年7月15日から8月5日にかけて、空軍長官代行を兼任。 |
| 15   |               | ロナルド・フォグルマン         | 空軍大将 | 1994年10月26日 | 1997年9月1日   | 空軍士官学校               | 輸送軍司令官                                               |                              | 戦闘機パイロット                            | 初の空軍士官学校卒の参謀総長。 |
| 16   |               | マイケル・ライアン             | 空軍大将 | 1997年11月6日  | 2001年9月6日   | 空軍士官学校               | 在欧アメリカ空軍司令官 兼 NATO中央ヨーロッパ連合空軍司令官 |                              | 戦闘機パイロット                            | 第7代空軍参謀総長ジョン・ライアン大将の子。 スターゲイトSG-1にも一度だけゲスト出演                                                                                                |
| 17   |               | ジョン・ジャンパー             | 空軍大将 | 2001年9月6日   | 2005年9月2日   | ヴァージニア軍学校(ROTC)   | 航空戦闘集団司令官                                         |                              | 輸送機および戦闘機パイロット                | |
| 18   |               | ティード・マイケル・モーズリー | 空軍大将 | 2005年9月2日   | 2008年6月5日   | テキサスA&M大学(ROTC)      | 空軍参謀次長                                               |                              | 戦闘機パイロット                            | マイノット事件など在任中に発生した不祥事の責任を取る形で、任期を1年あまり残し辞任。ただし、後任者が白紙だったことから、混乱を避けるため2008年8月1日まで空軍参謀総長代行を務める。 |
| 19   |               | ノートン・シュワルツ           | 空軍大将 | 2008年8月12日  | 2012年8月10日  | 空軍士官学校               | 輸送軍司令官                                               |                              | 輸送機および特殊作戦機パイロット            | 初の戦闘機・爆撃機パイロットを経験したことのない参謀総長。 |
| 20   |               | マーク・ウェルシュ             | 空軍大将 | 2012年8月10日  | 2016年6月24日  | 空軍士官学校               | 在欧アメリカ空軍司令官                                     |                              | 戦闘機および攻撃機パイロット                | |
| 21   |               | デービッド・ゴールドファイン   | 空軍大将 | 2016年7月1日   | 2020年8月6日   | 空軍士官学校               | 空軍参謀次長                                               |                              | 爆撃機パイロット                            | |
| 22   |               | チャールズ・ブラウン・ジュニア | 空軍大将 | 2020年8月6日   | 2023年9月29日  | テキサス工科大学(TTU)      | 太平洋空軍司令官                                           |                              | 戦闘機、爆撃機、燃料補給機、貨物            | 有色人種初の空軍参謀総長。 統合参謀本部入りも有色人種ではコリン・パウエルに次いで2人目。                                                                                          |
| -    |               | デビッド・W・アルヴィン        | 空軍大将 | 2023年9月29日  | 2023年11月2日  | 空軍士官学校               | 空軍参謀次長職のまま職務代行                               | 空軍参謀次長職のまま職務代行 | 輸送機                                      | |
| 23   | 2023年11月2日 | デビッド・W・アルヴィン        | 空軍大将 | 在任中         | 空軍参謀次長   | 空軍士官学校               |                                                            |                              | 輸送機                                      | |